# Gloria Carmona
Gloria Carmona González (Guanajuato, 1936) es una musicóloga y pianista mexicana, reconocida por el rescate musicológico e histórico de la música en México y por la publicación de fuentes documentales, catálogo de obras y textos que permitan la preservación del patrimonio musical y artístico. 

## Trayectoria
Realizó estudios musicales en la Escuela de Música Sacra de Querétaro, con el profesor  Arnulfo Miramontes (1946-1956). En la Universidad del Estado de Guanajuato cursó al mismo tiempo la Maestría en Letras Españolas y trabajó con el pianista alemán Gerhart Muench (1956-1959).
Cursó perfeccionamiento pianistico en el INBAL con Bernard Flavigny (1960,1961) y Angélica Morales (1965,1966), cursos privados con Marcelle Heuclin -asistente de Vlado Perlemuter- en París, Francia (1961-1964) y cursos técnicos en la Schola Cantorum de París con Jean Yves Daniel-Lesur y Pierre Wismer en los mismos años.
A su regreso en México inició una larga serie de recitales en diversas ciudades de la República. En 1971 debutó como solista de la Orquesta Sinfónica Nacional y se presentó con otras orquestas mexicanas, entre ellas la Filarmónica de la Universidad Nacional Autónoma de México (UNAM) y la Sinfónica de Guadalajara. Destacó también como intérprete en conjuntos de cámara.
Desde la década del sesenta escribió crítica y crónica de música, iniciando su trayectoria en el suplemento “Diorama de la Cultura” de Excélsior, extendiéndose a otros periódicos y revistas mexicanos y extranjeros.
En 1972 realizó la ficha biográfica y analítica del compositor mexicano Carlos Chávez, que apareció en el Vinton’s Dictionary of Contemporary Music en su edición de 1975. A partir de entonces publicó artículos de fondo sobre la música y los músicos mexicanos.
Fue coordinadora de conciertos en el Departamento de Música de la UNAM (1967-1968), subjefa del mismo (1969-1972), gerente de la Orquesta Filarmónica de la UNAM (1973-1978), gerente fundadora de la Orquesta Filarmónica de la Ciudad de México (1979- 1982) y directora de Música del Instituto Nacional de Bellas Artes (1982-1984). Desde 1984 es miembro del Colegio de Investigadores del Centro Nacional de Investigación, Documentación e Información Musical Carlos Chávez (CENIDIM), perteneciente al INBAL.
En 1992 editó por primera vez la versión en español del texto Hacia una nueva música, de Carlos Chávez, publicado por El Colegio Nacional. A ella se deben también importantes estudios y compilaciones sobre Eduardo Mata. Actualmente es integrante del consejo editorial de la revista Pauta; miembro del Colegio de Investigadores del CENIDIM desde 1989; y miembro honorario de la Academia de Arte y Cultura de la ciudad de Guanajuato.

## Premios
- Segundo premio en el Concurso Debussy, París, Francia (1963).
- Premio Coatlicue, máximo galardón que otorga la Coordinadora Internacional de Mujeres en el Arte (2018).[5]

## Publicaciones
- La música de México, México: UNAM, (capítulo III. “Período de la Independencia a la Revolución, 1810-1910”), 1984.[3]
- Carlos Chávez. Complete Symphonies, notas para el disco grabado por la Orquesta Sinfónica de Londres dirigida por Eduardo Mata. 1994.[4]
- “En los ochenta años de Luis Sandi”, Pauta, vol. IV, núm. 16, octubre-diciembre., pp. 48-54. 1989.
- Selección y notas del Epistolario selecto de Carlos Chávez, México: FCE. Colección Vida y Pensamiento de México, 1990.
- Reseña discográfica “Chávez conducts Chávez”, Heterofonía, vol. XXI, núm. 102-103, enero-diciembre, pp. 99-103, 1992.
- Investigación, documentación y selección iconográfica de Carlos Chávez (1899-1978), México: INBA, 1995.
- “Gerhart Muench”, Pauta, vol. XV, núm. 55-56, México, julio-diciembre, pp. 31-40, 1995.
- “La Orquesta Sinfónica Nacional”, México (historia de ese conjunto). 1996.
- Fuentes documentales  "Eduardo Mata, compositor”, Cuadernos de Pauta, CONACULTA, 2001.
- Obra completa escrita de Carlos Chávez. Obras, El Colegio Nacional, México, 1998.
- Álbum de Ricardo Castro, libro, CONACULTA, 2017.